# Жонатан Лежар
Жонатан Фернан Жан Лежар (фр. Jonathan Fernand Jean Legear; нар. 13 квітня 1987, Льєж, Бельгія) — бельгійський футболіст, півзахисник клубу Першого дивізону аматорського чемпіонату Бельгії ЮРСЛ (Візе).

## Клубна кар'єра

### Ранні роки. «Андерлехт»
Перші кроки у футболі почав робити 1993 року в скромному клубі «Тьєр-а-Льєж», а в 1998 році перебрався до структури «Стандарда» (Льєж). Через відсутність ігрової практики, разом з такими молодими гравцями як Себастіан Поконьйолі, Логан Байї та Кевін Міральяс, вирішив покинути клуб у 2003 році та перейшов до принципового суперника«Андерлехт», де він приєднався до школи тренувального центру Нерпеде, останній крок перед першою командою. Рік по тому переведений до першої команди. З одного боку через численні травми гравців основи, а з іншого боку тому, що тодішній тренер Уго Броос дав шанс трьом дуже молодим, але дуже перспективним гравцям, усім по 16 років, у тому числі й Венспнп Компані та Ентоні Ванден Борре. Вперше на полі з'явився 10 листопада 2004 року в поєдинку проти «Стандарда» (Льєж), де залишався непомітний, тому що його налякали місцеві вболівальники, які кричали на нього після скандальних заяв (в бік вище вказаного суперника) напередодні матчу.
Сезон 2005/06 років став для нього важким випробуванням, оскільки не зіграв жодного матчу через численні травми та потужну конкуренцію всередині клубу. Для порівняння того ж року Крістіан Вільгельмссон, справжня зірка клубу, який обіймає таку ж посаду, не пропустив жодного матчу. Тому було неможливо уявити, щоб він, занадто молодий і занадто худорлявий, займав позицію в одинадцятій основі.
Протягом сезону 2006/07 років Крістіан Вільгельмссон та двоє його колег Венсан Компані та Ентоні Ванден Борре були продані в Європі за дуже великі суми. «Андерлехт» запросив чудових півзахисників, таких як Ахмед Хассан або Мбарк Буссуфа, але правого півзахисника не було. Жонатан використав свій шанс і наполегливо працював. Як нагороду отримав можливість вийти в декількох матчах, де виступав як джокер. Новий тренер Аріель Якобс визнав його талант і зберіг за ним місце в складі, коли не страждав від травм.
Починаючи з сезону 2007/08 років регулярно грав за «Андерлехт». Він використовує переваги цього сезону, щоб закріпатися на правому фланзі, і регулярно входить у другий тайм, щоб раптово прискорити гру. «Андерлехт» запрошує Томаса Шателя, справжнього правого півзахисника під час зимової перерви, але це суттєво не змінило ситуацію для Жонатана.
Сезон 2008/09 років розпочав як ключовий гравцем. У першому колі зіграв 15 із 17 матчів, відзначився 5-ма голами та віддав 6 результативних передач, без урахування кубку Бельгії. У результаті зміг залишити свій номер 36 та змінити на номер 7, Мохамеда Чіте, який був проданий до «Расінга» (Сантандер). Під час першого контрольного матчу, який вирішував титул (у сезоні 2008/09 років), сам Жонатан відкрив рахунок. Після цього гравець повідомив клубу, що бажає знайти інший клуб в Європі.
Сезон 2009/10 років став ствердження для Жонатана Лежара. Гравець, який позбувся постійних травм, зокрема й завдяки кращому способу життя, швидко став незамінним на правому фланзі атаки «Андерлехта». У Лізі Європи вище вказаного сезону зіграв декілька дуже якісних матчів та выдзначився 6-ма голами та віддав 4 асисти, що зробило його найефективнішим гравцем змагання.

### «Терек»
26 серпня 2011 року досяг угоди з російським клубом «Терек» (Грозний). Підписав 2-річний контракт із зарплатою 1,8 мільйона євро на рік. Його контракт був викуплений клубом за суму від 4,5 мільйони євро. Раніше чеченський клуб намагався підписати Мбарка Буссуфу, одноклубника Лежара, але тоді Буссуфа зупинив свій вибір на «Анжи» (Махачкала). У фінансовому плані перехід був дуже успішним: у грозненському «Тереку» Легер заробляв 1,8 мільйона євро на рік. Дебютував за грозненський клуб 12 вересня 2011 року в програному (1:2) поєдинку 23-го туру чемпіонату Росії проти краснодарської «Кубані». Першим голом за «Терек» відзначився 10 листопада 2012 року в переможному (2:1) поєдинку проти саранської «Мордовії». Грав у Грозному нерегулярно, повністю зник зі збірної і потрапляв у ЗМІ переважно позаспортивними сюжетами. У січні 2014 року до міського голови Грозного Магомеда Даудова потрапило інтерв'ю Legear журналу Sport/Voetbal, в якому гравець шкодував про свій перехід до Чечні. Він заявив, що «сумував за бельгійськими кафе». Лежару довелося віддавати 50 % своєї зарплати, і йому сказали, що він може шукати нового роботодавця. 17 січня 2014 року контракт з чеченським клубом розірвали за взаємною згодою сторін через розбіжності між ним і клубом.

### «Олімпіакос» та «Мехелен»
У січні 2014 року підписав 3-річний контракт з «Олімпіакосом». У грецькому клубі льєжанець не отримав шансу від тренера Мічела. У серпні 2014 року стало відомо, що «Олімпіакос» хоче віддати його в оренду в грецький клуб, а сам Жонатан заявив, що віддасть перевагу поверненню в Бельгію. Згодом інтерес до правого вінгера виявили, зокрема, київське «Динамо» та «Монреаль Імпакт». В очікуванні трансферу правого вінгера привів у «Мехелен» колишній тренер юнацьких команд «Андерлехта» Франк Веркаутерен. Орендований «Мехеленом» на наступні півроку. Лежар в основному працював над своєю фізичною формою. Дебютував за нову команду 28 лютого 2014 року в переможному (1:0) поєдинку проти «Локерена», в якому замінив у другому таймі Бубакара Діалібу

### «Блекпул»
Після відходу з грецького клубу почав тренуватися з «Блекпулом», який очолював Жозе Ріга. Бельгійський тренер хотів додати свого співвітчизника до своєї команди, але керівництво не відразу запропонувало йому контракт. Наприкінці жовтня 2014 року після серії поразок та критики трансферної політики клубу Жозе Рігу звільнили. 4 листопада 2014 року підписав 1-річний контракт з «Блекпулом». За час свого перебування не зіграв жодної гри в першій команді «Блекпула». 28 січня 2015 року його контракт з клубом було розірвано за взаємною згодою сторін. 

### «Стандард» (Льєж)
У січні 2015 року залишився без клубу після того, як він і «Блекпул» розірвали контракт. 2 лютого 2015 року Хосе Ріга представили новим тренером «Стандарда». Того ж дня Жонатан Лежар підписав 18-місячний контрак з можливістю продовження ще на два роки зі «Стандардом» (Льєж). У своєму першому сезоні провів 3 поєдинки, але в кожному випадку виходив на поле на декілька хвилин.
Жонатан Лежар відзначився у своєму другому сезоні за «Стандард» у Класіко проти свого колишнього клубу, «Андерлехта». Льєжський клуб здобув мінімальну перемогу (1:0).
У Льєжі голова правління «Стандарда» Брюно Венанці звинуватив гравця в підкупі тренера, щоб отримувати ігрову практику. Франкомовна газета Sudpresse написала, що фігурантом виявився Жонатан Лежар. Лежер звернувся до суду і подав позов проти газети. Зрештою, гравець виграв справу проти газети, яка його зганьбила. Їх зобов’язали відшкодувати збитки та публічно заявити, що історія була неправдивою.

### «Сінт-Трейден»
У серпні 2017 року підписав контракт із «Сінт-Трейденом». Лежар провів 37 матчів за півтора сезону, в яких відзначився 6-ма голами та віддав 8 результативних передач. Перший сезон Лежар в «Сінт-Трейден» став хорошим, у другому сезоні зазвичай випадав із складу, частково через проблеми з трансфером. У другому сезоні Лежар не зміг забити чи віддати жодної результативної передачі, зіграв 9 матчів та взимку перейшов до «Адана Демірспора».
З 2020 року виступає за аматорський колектив з Візе.

## Кар'єра в збірній
11 травня 2010 року Жорж Лікенс викликав Жонатана до національної збірної Бельгії на товариський матч проти Болгарії 19 травня 2010 року.
У вівторок, 12 жовтня 2010 року, вперше вийшов на поле у футболці Червоних дияволів у поєдинку Бельгія-Австрія на стадіоні імені короля Бодуена. Зіграв увесь матч і стане найкращим гравцем поєдинку.

## Особисте життя
Виховує сина на ім'я Джошуа.

## Проблеми з законом
24 травня 2009 року, вийшовши о п'ятій ранку з клубу, Жонатан сів за кермо своєї машини і, не встигнув виїхати з паркування, врізався в іншу машину, чий власник був свідком того, що відбувається. Незважаючи на це, Лежар зробив спробу втекти з місця події. Але через деякий час втратив керування машиною і врізався в гараж. Бельгієць перебував у стані алкогольного сп'яніння, а також відмовився проходити тест на вміст алкоголю у крові. Взимку 2011 року футболіст засуджений до двох тижнів в'язниці та позбавлення прав водія на місяць, а також повинен був виплатити штраф у розмірі 1127 євро та знову скласти іспит на отримання прав водія.
7 жовтня 2012 Лежар, перебуваючи в стані алкогольного сп'яніння, на своєму автомобілі Porsche Panamera протаранив магазин на заправці в бельгійському місті Тонгерен. Влітку 2013 року суд на чотири місяці позбавив гравця прав водія. Санкції поширюються лише на територію Бельгії. Щоб відновити права, Лежару доведеться скласти іспити з теорії та практики водіння. Окрім цього, футболісту доведеться пройти медичне обстеження та психологічне тестування. Суму збитків, завданих Лежаром магазину та автозаправній станції, на виїзді з якої знаходився магазин, оцінили у €180 тисяч. Ці гроші футболіст виплатив. Окрім цього, Жонатану доведелося заплатити штраф у розмірі 2,4 тисячі євро.

## Досягнення
«Андерлехт»
- Ліга Жупіле
  -  Чемпіон (3): 2006, 2007, 2010

- Кубок Бельгії
  -  Володар (1): 2008

- Суперкубок Бельгії
  -  Володар (3): 2006, 2007, 2010

«Стандард» (Льєж)
- Кубок Бельгії
  -  Володар (1): 2016